# أمحمد إدريس
أمحمد إدريس (سوسة، 13 أكتوبر 1923 - 2022)، رجل أعمال تونسي وأحد رواد القطاع السياحي في البلاد. بدأ إدريس مسيرته في سن العشرين كتاجر للتجهيزات الهيدروليكية وفي عام 1965 أسس أول نزله الذي سيشكل نواة لسلسلة مرحبا. يملك إدريس أيضا المصرف القومي للبلاستيك الذي انشئ عام 1958 كما يملك مساهمات في شركة الكيمياء والصناعات الكيمائية للفليور وسوترابيل والتجاري بنك وتولى عضوية مجلس الإدارة في البعض منها. 
تنشط مجموعة إدريس أيضا في القطاعين الفلاحي والعقاري وفي أكتوبر 2010 أطلقت شركة عقارية جديدة برأسمال 2.1 مليون دينار تونسي. ترأس إدريس لعدة سنوات الجامعة الجهوية للفنادق كما عدّ من الممولين التاريخيين لجمعية النجم الرياضي الساحلي الذي ترأسها صهره عثمان جنيح بين 1993 و2006. شغلت ابنته زهرة إدريس بين 2014 و2019 مقعدا في مجلس نواب الشعب عن دائرة سوسة.